# Velešišmiši
Velešišmiši (Pteropodidae) su porodica sisavaca iz reda šišmiša (Chiroptera). Oni su jedina porodica podreda Megachiroptera. Čini ju 40 rodova s nepunih 200 vrsta.

## Rasprostranjenost
Velešišmiši žive u tropskim i suptropskim područjima Afrike (uključujući Madagaskar), južnoj Aziji, Australiji i zapadnim dijelovima Oceanije.
Ne žive u Europi, s izuzetkom egipatskog plodojedog šišmiša (Rousettus aegyptiacus) na Cipru, ako se u ovom smislu Cipar može smatrati Europom.

## Opis
Velešišmiši su najveći predstavnici reda šišmiša, tako kalong (Pterpus vampyrus) doseže raspon krila do 170 cm, a neke vrste su dugačke do 40 cm. Međutim, mnoge vrste velešišmiša su manje, tako da su najveće vrste sitnošišmiša prilično veće od najmanjih velešišmiša.
Građom tijela su svi šišmiši uglavnom vrlo slični. Letnu kožicu zatežu produženim drugim do petim prstom koja seže do gležnjeva. Međutim, većina velešišmiša uopće nema (izuzetak su dugorepi šišmiši (Notopteris)) ili ima samo vrlo kratak rep. Repna letna kožica im je samo uska pruga duž unutrašnje strane zadnjih nogu. Još jedna odlika kojom se razlikuju od sitnošišmiša je i kandža kojom kod većine velešišmiša završava drugi prst, koju sitni šišmiši nemaju. 

## Način života
Velešišmiši su aktivni prije svega u sumrak i noću. U potrazi za hranom prelaze velike udaljenosti, a danju spavaju viseći glavom prema dolje. Za razliku od sitnošišmiša, često ih se može vidjeti na stablima na izloženim mjestima. 
Još jedna razlika u odnosu na sitnošišmiše je nedostatak mogućnosti snalaženja u okolišu uz pomoć ultrazvuka (izuzetak su rozetni velešišmiši (Rousettini)). Imaju dobro razvijen vid i izvanredan njuh. Ne provode zimski san jer žive u toplim klimatskim područjima. Veće vrste često žive u velikim grupama, tvoreći pri tome kolonije u kojima može biti i do 500.000 jedinki s vrlo kompleksnim socijalnim ponašanjem, manje vrste su uglavnom samotnjaci.

## Ishrana
Usprkos svojoj veličini velešišmiši su potpuno bezopasni. Hrane isključivo biljnom hranom, nektarom, polenom, voćem i cvijećem. Čitav niz vrsta imaju iznimnu važnost za vegetaciju jer hraneći se voćem raznose sjemenke voćki, a neke biljke oprašuju isključivo velešišmiši. To znači, da bi njihov nestanak istovremeno značio i nestanak tih vrsta biljki.

## Razmnožavanje
Čak i spolni odnos se kod tih životinja odvija glavom prema dole. Ženke kote uglavnom jednom godišnje jedno mladunče. Skotne ženke često se odvajaju od mužjaka i tvore skupine u kojima podižu podmladak. Velešišmiši su relativno dugovječni, doživljavaju i do 30 godina.

## Ugroženost
Veliki broj vrsta velešišmiša se smatra ugroženim. Glavni je razlog uništavanje njihovog okoliša krčenjem  šuma. Pored toga, mnoge su vrste na malim otocima endemske, pa su zbog toga naročito osjetljive na smetnje u svom okolišu. Neke vrste ljudi smatraju štetočinama jer se hrane voćem s plantaža ili ih love radi mesa. Prema IUCN ( International Union for Conservation of Nature and Natural Resources), osam vrsta je izumrlo, a još 22 vrste se smatraju ugroženim ili jako ugroženim.

## Sistematika

### Vanjska sistematika
Dugo vremena su se znanstvenici sporili oko toga, da li su sitnošišmiši i velešišmiši monofilijske grupe, što znači da li su se razvili od zajedničkih predaka, ili su primjer konvergentne evolucije. Danas preteže mišljenje da su monofilijske grupe.

### Unutrašnja sistematika
Tradicionalno velešišmiši su se dijelili na dvije potporodice: prave velešišmiše (Pteropodinae) i nasuprot njima grupa manjih životinja koje obilježavaju dugački jezici i hrane se pretežno nektarom. Nazvani su velešišmiši dugog jezika (Macroglossinae). Novija istraživanja su pokazala, da takva podjela nije ispravna.   
O unutrašnjoj sistematici još uvijek nije zauzet jedinstveni stav. Podjela na grupe vrsta koja se ovdje navodi zasniva se pretežno na Kate E. Jones među ostalim A Phylogenetic Supertree of Bats. Grupe su prilično proizvoljno sačinjene i ne treba ih smatrati konačnim stavom znanosti.
- kratkonosi velešišmiši (Nyctimenini) su obilježeni vrlo kratkom njuškom, a nosnice su na kratkim nosnim cjevčicama
- dugonosi velešišmiši (Nyctimenini) imaju duge, cjevaste nosove
- rozetni velešišmiši (Rousetini) su dobili ime po šari na krznu u području grla koja podsjeća na rozetu. Tu spadaju, među ostalim, palmin velešišmiš i nilski velešišmiš
- epoletirani velešišmiši (Epomophorini) imaju na ramenima šaru odnosno čuperke dlaka koje podsjećaju na naramenice na vojnoj uniformi s oznakama čina
- velešišmiši dugog jezika (Macroglossini) u užem smislu (vidi gore) se odlikuju dugim jezikom
- šiljozubi velešišmiši (Harpyionycterini) se građom svojih zubiju od drugih vrsta velešišmiša
- gololeđi velešišmiši (Dobsoniini) imaju na leđima sraštene letne kožice pa se čini kao da imaju gola leđa, bez krzna
- pravi velešišmiši (Pteropodini), česti hrvatski naziv za njih je i letipsi, obuhvaćaju najveće velešišmiše

Povijest razvoja velešišmiša može se sažeti sljedećim dijagramom:
```
Velešišmiši (Pteropodidae)
   |--N.N.
   |   |--dugonosi velešišmiši (Nyctimenini)
   |   `--kratkonosi velešišmiši (Cynopterini)
   |
   `--N.N.
     |--N.N.
     |    |--rozetni velešišmiši (Rousettini)
     |    `--epoletirani velešišmiši (Epomophorini)
     |
     `--Pteropodinae
          |--velešišmiši dugog jezika (Macroglossini)
          `--N.N.
              |--šiljozubi velešišmiši (Harpyionycterini)
              `--N.N.
                  |--gololeđi velešišmiši (Dobsoniini)
                  `--pravi velešišmiši (Pteropodini)
```

## Vanjske poveznice
|  | Zajednički poslužitelj ima još gradiva o temi Velešišmiši |
|  | Wikivrste imaju podatke o taksonu Velešišmišima           |

- Utočišta za velešišmiše u svijetu (en)
- Rodriguesov plodojedi velešišmiš  Arhivirana inačica izvorne stranice od 13. rujna 2018. (Wayback Machine) (en)
- Međunarodna zaštita velešišmiša (en)
- Kratka povijest velešišmiša  Arhivirana inačica izvorne stranice od 24. studenoga 2007. (Wayback Machine) (en)